# Bruno Teles
Bruno Martins Teles, mais conhecido como Bruno Teles (Alvorada, 1 de maio de 1986), é um ex-futebolista brasileiro que atuava como lateral-esquerdo. 

## Carreira
Bruno foi promovido ao time profissional do Grêmio em 2006, fazendo a sua estreia em um Grenal. Se destacando na posição.

### Sport Recife
Em janeiro de 2009, foi contratado pelo Sport Recife para a disputa da Copa Santander Libertadores da América.

### Futebol português
Em Fevereiro de 2010 assinou contrato (por 3 anos) com o Vitória de Guimarães em Portugal, no qual foi eleito com 25% pelos adeptos como melhor jogador do plantel vitoriano, no final da primeira parte da época 2010/2011. 
Possui um cruzamento de mestre, é rapido, inteligente e marca com muita astucia. 
Com o bom futebol apresentado, Bruno Teles despertou interesse de várias equipes. 

### Futebol russo
No início de setembro de 2012 o Vitoria Sport Club vendeu Bruno Teles para o FC Krilia Sovetov Samara,equipe que joga a primeira divisão do campeonato russo.

### Vasco da Gama
Em Setembro de 2015 foi contratado pelo Vasco da Gama. O time necessitava urgentemente de um lateral esquerdo e o Bruno, que vinha se destacando nos último anos e já havia se destacado no Brasil, se mostrou como uma ótima opção. Veio de graça e assinou o contrato até o fim da temporada pra ajudar a livrar o time da sombria zona de rebaixamento.

### Mogi Mirim
Sem ter estreado no clube cruzmaltino, em janeiro de 2016 foi contratado pelo Mogi Mirim para a disputa do Campeonato Paulista, onde foi titular.

### América-MG
Em junho de 2016, Bruno Teles foi anunciado pelo América Mineiro para a sequência do Brasileirão. Carente na posição de ala-esquerdo, Teles assinará até o fim da temporada.

## Títulos
Campeão Russo da Segunda Divisão pelo Krylya Sovetov na temporada 2014/2015.